# Neolitsea aurata
Neolitsea aurata är en lagerväxtart som först beskrevs av Bunzo Hayata, och fick sitt nu gällande namn av Gen-Iti Koidzumi. Neolitsea aurata ingår i släktet Neolitsea och familjen lagerväxter.

## Underarter
Arten delas in i följande underarter:
- N. a. chekiangensis
- N. a. glauca
- N. a. paraciculata
- N. a. undulatula